# Проснись и пой!
«Проснись и пой!» — спектакль Московского театра сатиры.

## История спектакля
Спектакль по пьесе венгерского драматурга Миклоша Дьярфаша «Лазейка» (венг. Egérút; 1965) в переводе Г. Лейбутина был поставлен Марком Захаровым и Александром Ширвиндтом в 1970 году и стал своеобразным бенефисом Татьяны Пельтцер. Спектакль шёл на сцене театра на протяжении многих лет, пользуясь неизменным зрительским успехом, и в 1974 году был записан для телевидения.

## Сюжет
В Будапеште, в небольшом доме, привычным, устоявшимся бытом живёт пожилая пара, Пишта и Эржи Орбок. Монотонность жизни делает Пишту раздражительным — его раздражает даже привычная заботливость любящей жены, и он гонит из дома их сына Дьюлу, уставшего от поучений родителей и ищущего иной жизни.
К соседке Орбоков, тёте Тони, уже немолодой, но не разучившейся радоваться каждому дню, из провинции приезжает погостить юная, обаятельная и весёлая Карола. Вместе с тётей Тони ей удаётся перевернуть жизнь семьи, заставить всех посмотреть на себя и на ближних новыми глазами и в конце концов измениться. Дьюла влюбляется в Каролу, а старый Пишта вновь влюбляется в свою жену.

## В ролях
| Актёр            | Роль               |
| ---------------- | ------------------ |
| Георгий Менглет  | Пишта Орбок        |
| Нина Архипова    | жена Орбока Эржи   |
| Борис Кумаритов  | их сын Дьюла       |
| Татьяна Пельтцер | Тётя Тони          |
| Нина Корниенко   | Карола             |
| Татьяна Егорова  | девушка Дьюлы Мари |

## Создатели спектакля
- Режиссёры-постановщики: Марк Захаров, Александр Ширвиндт
- Художник-постановщик: Энар Стенберг
- Композитор: Геннадий Гладков
- Песни на стихи Владимира Лугового
- Балетмейстер: Борис Сичкин[4]

Авторизованный перевод пьесы Миклоша Дьярфаша принадлежит Геннадию Лейбутину

### Создатели телеверсии
- Режиссёр: Н. Марусалова
- Оператор-постановщик: Лев Стрельцин
- Оператор: Е. Павлов
- Звукорежиссёр: Г. Стародубровская
- Монтажёр: Е. Рогозина
- Редактор: М. Гнездовская
- Ассистент режиссёра: М. Лисициан
- Ассистент оператора: В. Стрельцов
- Директор: Ю. Островский

## Песня
Песня с одноимённым названием, написанная для спектакля Геннадием Гладковым, стала весьма популярной в 70-е годы — после того как в фильме «Джентльмены удачи» (1971) её исполнила Лариса Мондрус и особенно — после того как сам спектакль был показан по телевидению.
Проснись и пой,

Проснись и пой!

Попробуй в жизни хоть раз

Не выпускать улыбку из открытых глаз!

Пускай капризен успех,

Он выбирает из тех,

Кто может первым посмеяться над собой!

Пой, засыпая, пой во сне, проснись и пой!

слова Владимира Лугового, музыка Геннадия Гладкова